# Jan Kurzyna-Pelszewski
Jan Kurzyna-Pelszewski (ur. 1835 w Warszawie, zm. 2 lipca 1865 w Zurychu) – polski działacz konspiracyjny i współpracownik Ludwika Mierosławskiego w czasie powstania styczniowego; pełnomocnik i reprezentant Rządu Narodowego poza granicami zaboru rosyjskiego.

## Życiorys
Jan Kurzyna-Pelszewski urodził się w Warszawie w 1835 roku. Jego ojciec wywodził się ze szlachty zaściankowej. W młodości wstąpił do seminarium pijarskiego w Opolu, ale po dwóch latach uczęszczania do seminarium zrezygnował z kariery duchownego. W 1857 roku wstąpił do Akademii Medycznej w Warszawie. Na drugim roku studiów założył kółko akademickie. W czerwcu 1859 roku zorganizował na uniwersytecie manifestacyjną dymisję paruset studentów. Represjonowany w 1859 roku wyjechał do Paryża. Na emigracji związał się z Ludwikiem Mierosławskim i jego stronnikami. Był sekretarzem i kasjerem Mierosławskiego, prowadził również korespondencje ze zwolennikami Mierosławskiego w kraju. W 1860 roku zorganizował w Paryżu Towarzystwo Młodzieży Polskiej. W sierpniu 1862 roku udał się do Warszawy jako reprezentant Mierosławskiego na rozmowy z Komitetem Centralnym Narodowym, rozmowy nie doszły jednak do skutku. Wkrótce brał udział w zawiązaniu Związku Narodowego Rewolucyjnego. W 1863 roku asystował Mierosławskiemu w rozmowach z Komitetem Centralnym Narodowym. W kwietniu tego roku został aresztowany przez policję austriacką i osadzony we Lwowie. 24 września uciekł z więzienia. Po ucieczce nie wrócił do służby przy Mierosławskim. W 1864 zawiązał w Dreźnie Związek Patriotów Polskich. W tym roku został również mianowany przez Bronisława Brzezińskiego pełnomocnikiem i reprezentantem Rządu Narodowego poza granicami zaboru rosyjskiego. Jako pełnomocnik podporządkował sobie znaczną część emigracyjnych komórek rządowych. Założył pismo Wytrwałość. Zmarł 2 lipca 1865 roku w Zurychu w wyniku ran odniesionych w pojedynku z Aleksandrem Guttrym.